# Visayawrattenzwijn
Het visayawrattenzwijn (Sus cebifrons) is een zwijnensoort die alleen voorkomt in de Filipijnen. De soort is ernstig in haar voortbestaan bedreigd.

## Algemeen
Het visayawrattenzwijn is een kleine zwijnensoort. De soort wordt gekenmerkt door een brede witte band op de snuit. Het mannetje heeft tijdens de paartijd unieke en opvallend lange manen tot ruim 20 centimeter lang. Het vrouwtje is veel kleiner dan het mannetje.

## Verspreiding en leefgebied
Van oorsprong kwam deze zwijnensoort op veel van de eilanden op de centrale eilandengroep Visayas voor in oerwouden en bossen tot zo'n 1600 meter hoogte. Tegenwoordig is het visayawrattenzwijn door de jacht, het snel kleiner wordende leefgebied nog slechts te vinden in de kleiner wordende oerwouden van Negros en Panay tot zo'n 800 meter. Ook op Masbate zou de soort nog voorkomen.

## Voedsel
Het visayawrattenzwijn zoekt in de bossen en oerwouden van Panay en Negros meestal naar plantaardig voedsel zoals vruchten.

## Voortplanting
Een opvallend kenmerk van deze zwijnensoort is dat het vrouwtje maar drie paar tepels heeft. Dit komt verder alleen bij het dwergzwijn (Sus salvanius) voor. Het visayawrattenzwijn krijgt per keer slechts twee tot drie jongen.